# Roniel Iglesias
Roniel Iglesias Sotolongo (Pinar del Río, Cuba, 14 de agosto de 1988) es un boxeador amateur cubano, ganador del título mundial juvenil en el peso ligero en 2006, del bronce en los Juegos Olímpicos de Pekín 2008, del oro en los Juegos Olímpicos de Londres 2012 y de nuevo oro en los Juegos Olímpicos de Tokio 2020 en categoría wélter.
En 2005, Iglesias ganó el nacional (superior) título de peso mosca a los 16 años de edad cuando el campeón olímpico Yuriorkis Gamboa se lesionó, él más tarde venció dos veces al campeón Yoandri Salinas y Karel Luis en la final, el más experimentado Andry Laffita que había competido en el peso mosca junior fue enviado a los campeonatos del mundo.
En enero de 2006, compitió en a nivel nacional (superior) en los campeonatos de peso gallo y perdió en la semifinal ante Idel Torriente, en septiembre incrementó 6 kilos más y ganó su título mundial en peso ligero en Agadir, Marruecos. En los cuartos de final venció a Everton Lopes y, luego a Kazach Azamat Smagulov en la final.
En 2007 perdió en los campeonatos nacionales de alto nivel ante el campeón mundial Yordenis Ugás en el peso ligero.
En 2008 ganó el campeonato nacional wélter junior superior, venciendo a Richard Poll 12-9 en la final y fue enviado a la eliminatoria olímpica en Trinidad, donde derrotó a otro adolescente llamado Javier Molina en la semifinal para calificar para los Juegos Olímpicos de Pekín 2008, donde perdió su semi al campeón defensor Manus Boonjumnong.
En 2009 perdió en la final de los campeonatos nacionales con el exestrella de peso ligero Yordenis Ugás 9-12, de todas formas fue enviado al Campeonato del Mundo de Boxeo Amateur 2009 en Milán en la que ganó la final contra el joven Frankie Gomez. En los Juegos Olímpicos de 2012 en Londres, Iglesias ganó la medalla de oro al derrotar a Denys Berinchyk de Ucrania por un marcador de 22-15.

## Palmarés internacional
| Juegos Olímpicos | Juegos Olímpicos | Juegos Olímpicos  | Juegos Olímpicos |
| Año              | Lugar            | Medalla           | Categoría        |
| ---------------- | ---------------- | ----------------- | ---------------- |
| 2020             | Tokio (Japón)    | Medalla de oro    | 69 kg            |
| 2012             | Londres ()       | Medalla de oro    | 63 kg            |
| 2008             | Pekín (China)    | Medalla de bronce | 63 kg            |